# Глушков, Николай Алексеевич
Николай Алексеевич Глушко́в (24 декабря 1949, Майкоп, Краснодарский край — 12 марта 2018, Нью-Малден) — советский и российский топ-менеджер.
Один из ближайших соратников Бориса Березовского с конца 1980-х годов. В 1989—1991 годах занимал пост начальника отдела, затем — заместителя гендиректора «ЛогоВАЗ», созданного Березовским. В 1991—1995 годах руководил финансовым департаментом «АвтоВАЗ».
С 1996 года — заместитель гендиректора и финансовый директор «Аэрофлота». В 1999 году Глушков был привлечён к следствию по «Делу „Аэрофлота“», в декабре 2000 года арестован. В 2004 году суд не признал Глушкова виновным в мошенничестве и отмывании денег, но приговорил к 3 годам и 3 месяцам лишения свободы по другим статьям. Глушкова освободили в зале суда, так как этот срок он уже отбыл, находясь под стражей.
В 2006 году Глушков был приговорен к условному сроку за мошенничество. После чего он переехал в Великобританию, где получил политическое убежище. Британский суд признал преследование Николая Глушкова в России политически мотивированным.
12 марта 2018 года погиб в пригороде Лондона при загадочных обстоятельствах. В 2021 году смерть Глушкова была признана убийством ().

## Биография

### Трудовая карьера
В 1972 году окончил Университет дружбы народов по специальности «физика».
В 1981 году окончил Академию внешней торговли по специальности «экономика».
В 1986—1988 годах — начальник отдела внешнеторгового объединения «Продинторг».
В 1988—1989 годах — начальник сектора ВНИИ прикладных автоматизированных систем Госкомитета СССР по вычислительной технике и информатике.
В 1989—1991 годах — начальник отдела, заместитель генерального директора совместного предприятия «ЛогоВАЗ», созданного Борисом Березовским.
В 1991—1995 годах — заместитель генерального директора, генеральный директор Департамента АО «АвтоВАЗ».
С 1996 года — заместитель директора «Аэрофлота».

### Дело «Аэрофлота»
В 1999 году Глушков был привлечён к следствию по «Делу „Аэрофлота“», где также выдвигались обвинения против Б. А. Березовского. Об отмывании денег в этом деле рассказал бывший следователь по особо важным делам Генеральной прокуратуры Николай Волков в программе 2000 года «Лидер отвечает журналистам» на Радио «Свобода».
В декабре 2000 года арестован. Был обвинён в мошенничестве, хищении валютных средств, а также в отмывании преступно нажитых средств за границей и невозвращении валюты из-за границы. Позднее Глушкову инкриминировали ещё и побег из больницы, где он находился под стражей. В 2001 году генпрокуратура обвинила Бадри  Патаркацишвили в организации побега из-под стражи Глушкова, что вынудило Патаркацишвили вернуться в Грузию.
В 2004 году Савёловский суд Москвы оправдал Глушкова по обвинению в мошенничестве и отмывании средств, но признал его виновным в злоупотреблении полномочиями и попытке побега и приговорил к трём годам и трём месяцам заключения. С учётом того, что он под стражей находился с декабря 2000 года, Глушков был освобождён в зале суда.
В 2006 году Глушкову было назначено условное наказание в виде лишения свободы по другому обвинению в мошенничестве. После этого Глушков выехал в Великобританию, где получил политическое убежище. Британский суд признал преследование Николая Глушкова в России политически мотивированным.

## Смерть
12 марта 2018 года Глушков должен был присутствовать в Коммерческом суде Лондона на слушаниях по своему делу. Однако в суде он не появился. Вечером того же дня дочь Глушкова Наталья обнаружила его тело со следами удушения
Глушков был найден мертвым в своем доме в пригороде Лондона Нью-Малдене. Первоначально полиция рассматривала версию самоубийства, но позже было заведено дело об убийстве. Главным управлением по расследованию особо важных дел Следственного комитета России также было возбуждено уголовное дело по факту убийства Глушкова.
В ходе расследования было опрошено около 1800 свидетелей, отсмотрены более 2000 часов видеозаписей камер наблюдения, однако не были установлены подозреваемые и версия убийства не нашла подтверждения. Дочь Глушкова Наталья, обнаружившая тело своего отца, утверждает, что увиденная ей картина была «дешёвой инсценировкой самоубийства».
В апреле 2021 года коронер Чиньере Инияма, расследующий обстоятельства смерти Глушкова, заявил, что бизнесмен был задушен и «умер в результате противоправного убийства». В дальнейшем убийца обставил произошедшее как суицид. Решение было утверждено судом Западного Лондона.